# المملكة العربية السعودية في دورة الألعاب البارالمبية الصيفية 2024
المملكة العربية السعودية في دورة الألعاب البارالمبية 2024-شاركت المملكة العربية السعودية في دورة الألعاب البارالمبية الصيفية 2024 ، والتي أقيمت في باريس بفرنسا، في الفترة من 28 أغسطس إلى 8 سبتمبر 2024. وشاركت السعودية بوفد يتكون من (9) لاعبين (7 رجال وسيدتان) نافسوا في 5 رياضات مختلفة ، واستطاعوا من خلالها الحصول على ميدالية ذهبية عن طريق اللاعب عبد الرحمن القرشي.

## الحائزون على الميداليات
| المبدالية | الاسم             | الرياضة   | الحدث            | تاريخ       |
| --------- | ----------------- | --------- | ---------------- | ----------- |
| ذهبية     | عبد الرحمن القرشي | ألعاب قوى | 100 متر رجال T53 | 4 September |

## المتنافسون
والجدول التالي يمثل قائمة بعدد المنافسين في الألعاب، بما في ذلك البدلاء المؤهلين للمنافسة في الألعاب الرياضية الجماعية. 
| رياضة       | الرجال | نحيف | المجموع |
| ----------- | ------ | ---- | ------- |
| ألعاب القوى | 4      | 1    | 5       |
| الفروسية    | 1      | 0    | 1       |
| رفع الأثقال | 1      | 0    | 1       |
| كرة الطاولة | 0      | 1    | 1       |
| التايكوندو  | 1      | 0    | 1       |
| المجموع     | 7      | 2    | 9       |

## ألعاب القوى
أحداث المضمار والطريق
| رياضي             | حدث              | حرارة | حرارة | أخير  | أخير  |
| رياضي             | حدث              | نتيجة | رتبة  | نتيجة | رتبة  |
| ----------------- | ---------------- | ----- | ----- | ----- | ----- |
| علي النخلي        | 100 متر رجال T37 | 11.60 | 3 س   | 11.58 | 6     |
| علي النخلي        | 200 متر رجال T37 | 23.43 | 2 س   | 23.44 | 7     |
| نور الصانع        | 100 متر رجال T44 | 11.70 | 6     |       |       |
| عبد الرحمن القرشي | 100 متر رجال T53 | 14.57 | 1 س   | 14.48 | الأول |
| عبد الرحمن القرشي | 400 متر رجال T53 | 48.96 | 3 س   | 49.38 | 5     |

الأحداث الميدانية
| رياضي       | حدث                     | النهائيات | النهائيات |
| رياضي       | حدث                     | نتيجة     | المركز    |
| ----------- | ----------------------- | --------- | --------- |
| حسن دوشي    | القفز الطويل للرجال T20 | 7.31      | 4         |
| سارة الجمعة | دفع الجلة للسيدات F34   | 6.72      | 8         |

## الفروسية
| رياضي             | حصان            | حدث                                   | نتيجة  | المركز |
| ----------------- | --------------- | ------------------------------------- | ------ | ------ |
| أحمد عدنان شربتلي | جوديفا دي اي اي | اختبار البطولة الفردية الدرجة الخامسة | 65.308 | 16     |

## رفع الأثقال
| رياضي         | حدث           | مجموع ما تم رفعه | المركز |
| ------------- | ------------- | ---------------- | ------ |
| عدنان نورسعيد | رجال – 49 كجم | 160              | 7      |

## كرة الطاولة
| غالية العنزي | فردي سيدات C4 | لم يتقدم |  |

## التايكوندو
| إياد عبدالله التريك | رجال -63 كجم | لم يتقدم |  |